# Burbridge (Luisiana)

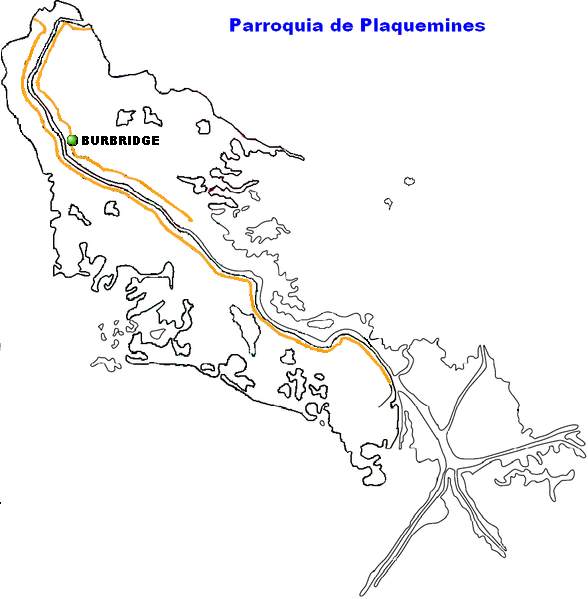
Localización de Burbridge en el mapa de la Parroquia de Plaquemines.

Burbridge es una pequeña comunidad ubicada sobre el delta del río Misisipi, dentro de la parroquia de Plaquemines, en el estado de Luisiana, Estados Unidos.

## Geografía
La localidad de Burbridge se localiza en 29°40′27″N 89°57′22″O / 29.67417, -89.95611. Esta comunidad posee sólo un metro de elevación sobre el nivel del mar, convirtiéndola una zona proclive a las inundaciones. Su población se compone de menos de doscientos habitantes. Esta comunidad se localiza a treinta y cuatro kilómetros de Nueva Orleans la principal ciudad de todo el estado, y a 524 kilómetros del aeropuerto internacional más cercano, el (IAH) Houston George Bush Intercontinental Airport.